# Wojciech Trajdos
Wojciech Trajdos (auch: Woytek Trajdos, * 17. März 1981) ist ein polnischer Poolbillardspieler.

## Karriere
Wojciech Trajdos begann 1990 mit dem Billardspielen. Im November 1995 nahm er an der Amateurweltmeisterschaft im Snooker teil und schied dort mit nur einem Sieg in der Vorrunde aus. Fünf Jahre später gewann er bei der polnischen Poolbillard-Meisterschaft mit dem dritten Platz im 9-Ball seine erste Medaille.
2002 belegte er bei Turnieren der International Billiard Council Tour jeweils einmal den 17. Platz und den 33. Platz.
Bei der polnischen Meisterschaft 2003 wurde er Dritter im 9-Ball. 2004 wurde er durch einen Finalsieg gegen Tomasz Kapłan polnischer Meister in der Disziplin 14/1 endlos.
Im März 2007 gewann Trajdos erstmals ein Euro-Tour-Turnier. Bei den Czech Open zog er nach Siegen gegen Ralf Souquet und Thomas Engert ins Finale ein und besiegte dort den Russen Konstantin Stepanow mit 10:6. Bei der 9-Ball-Weltmeisterschaft 2007 schied er in der Vorrunde aus. Im Dezember 2007 erreichte er beim 9-Ball-Wettbewerb der polnischen Meisterschaft das Finale und unterlag dort Hubert Łopotko mit 5:7. 2008 verlor er das 9-Ball-Finale gegen Adam Skoneczny und belegte den dritten Platz im 8-Ball. Ein Jahr später gewann er die Bronzemedaille beim erstmals ausgetragenen 10-Ball-Wettbewerb und die Silbermedaille im 14/1 endlos.
Nach seinem Turniersieg 2007 erreichte Trajdos drei Jahre lang nicht mehr die Finalrunde eines Euro-Tour-Turniers. Erst bei den Austria Open 2010 gelang ihm dies wieder. Im Viertelfinale schied er schließlich gegen Harald Stolka aus. Nach weiteren vier Jahren ohne Finalrundenteilnahme erreichte er 2014 bei den Italian Open und den Treviso Open die Runde der letzten 32. Im Dezember 2014 gewann er bei der polnischen Meisterschaft die Bronzemedaille im 9-Ball. 2015 wurde er – elf Jahre nach seinem ersten Titelgewinn – durch einen 7:6-Finalsieg gegen Konrad Piekarski polnischer Meister im 10-Ball. 2016 erreichte er die Runde der letzten 32 bei den Italian Open und das Viertelfinale bei den Dutch Open, das er mit 4:9 gegen den damaligen 9-Ball-Europameister Francisco Sánchez verlor.

## Erfolge
| Polnischer 14/1-endlos-Meister: | 2004 |
| Czech Open:                     | 2007 |
| Polnischer 10-Ball-Meister:     | 2015 |